# Vido
Vido (en griego Βίδο, en realidad to Nisi tou Bido το Νήσι του Βίδο, la isla de Guido), nombres más antiguos son Ptychia (Πτυχία, antigua en griego), Ireou Nisos Ηραίου Νήσος, Agios Stefanos Άγιος Στέφανος o Nisi tis Irini Νησί της Ειρήνης, isla de la paz) es una pequeña isla frente a la ciudad de Corfú, a unos 1,2 km al norte del antiguo puerto. Hoy en día se utiliza principalmente como un área recreativa de la capital de la isla y es un destino para los turistas de Corfú.

## Historia

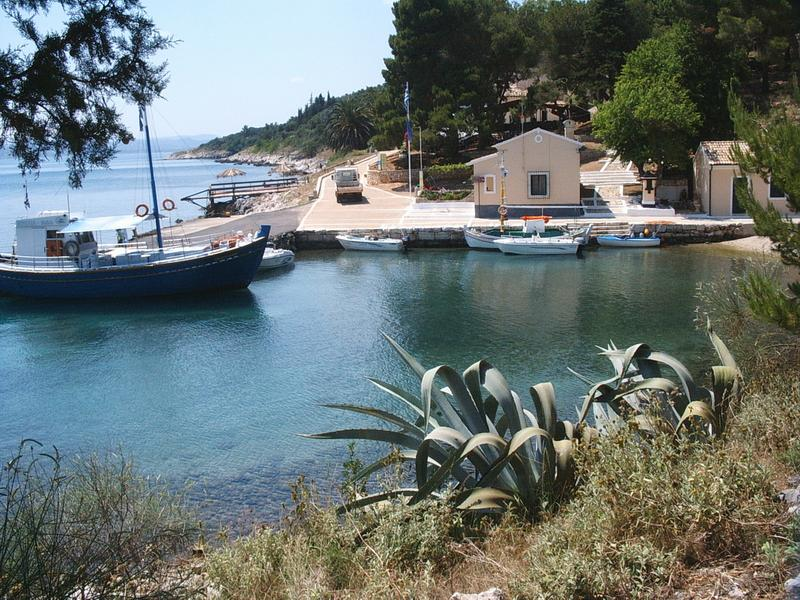
Actual puerto de Vido

El antiguo nombre de Ptychia fue usado entre otros por Tucídides, Plinio el Viejo y Esteban de Bizancio. Tucídides identifica la isla con la ubicación del Templo de Hera (de ahí el nombre Ireou Nisos, Isla del Templo de Hera). Alrededor del año 80 la isla se convirtió en el punto de partida de la cristianización de Corfú: dos misioneros, los Santos Jason y Sosipatros, construyeron la primera iglesia dedicada a San Esteban. El Arconte de Corfú, Kerkillinos, fue perseguido y capturado, convirtió a su carcelero Antonios sufriendo los dos el martirio y siendo enterrados en la iglesia de San Esteban son considerados los primeros mártires de Corfú. Después de esto la isla fue llamada en la Edad Media con el nombre de Agios Stefanos.
Bajo dominio veneciano fue investido primer gobernador Theodoros Skalitis, después de su muerte pasó a manos del noble veneciano Pietro Malipiero y más tarde a su hijo, Guido, del que deriva el nombre moderno de la isla. Más tarde la familia Pierri-Chalkiopoulou será la dueña de la isla lo que le reportará con el tiempo grandes beneficios con el cultivo del vino y del olivo.
El Imperio Otomano utilizó la isla como base para la conquista de Corfú mediante el bombardeo fallido de la ciudad. Sin embargo, los venecianos en la isla no habían considerado su importancia estratégica, sólo Johann Matthias von der Schulenburg hizo planes para la defensa de la isla al ser invadida en 1716, pero los turcos no irán más allá de una pequeña fortaleza en el noroeste de la isla, más tarde llamada Ochyro Schoulembourg (fortaleza Schulenburg).

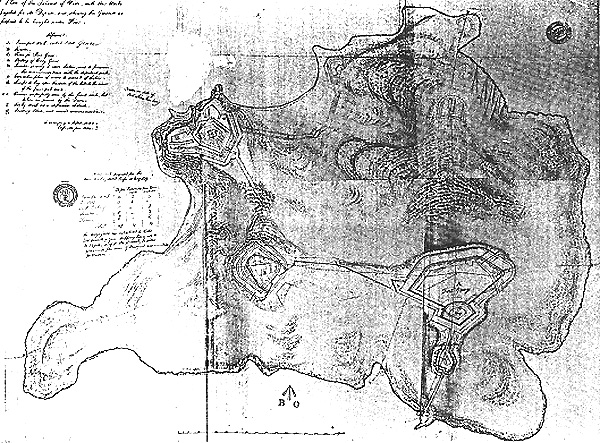
Plano de la isla en la reconstrucción por los británicos

Con el inicio de la conquista de la isla de Corfú en 1797 por el ejército de Napoleón se empezó a construir una base militar de 450 soldados para lo que hubo que destruir la antigua Iglesia de San Esteban. Sin embargo la intervención rusa en Corfú impidió la realización de estos planes. En la conquista de la disputada isla de Corfú por la Armada rusa Vido jugó un papel clave. Su conquista el 18 de febrero de 1799 rompió la resistencia de los franceses que sufrieron grandes pérdidas y su pronta retirada de Corfú. Después de regresar a Corfú en 1807, el ejército francés comenzó con la renovación de la escuela castillo-fortaleza y el establecimiento de tres grandes fortificaciones en la isla. Sin más hostilidades Corfú estará bajo el dominio británico en 1814, lo que llevó el estado de la arquitectura militar a una reconstrucción completa de las fortificaciones. Los británicos también examinarán las ruinas de la antigua iglesia de San Esteban y encontrarán un mosaico antiguo y restos de un edificio anterior mayor que la iglesia.
Con la anexión de la República de las Islas Jónicas al Estado griego la desmilitarización de la isla estaba pactada en un contrato: en 1864 las armas fueron sacadas de la isla y las instalaciones militares destruidas. Por lo tanto la isla era un paisaje de ruinas de antiguas fortificaciones y de algunos establos, pero se han conservado y ahora se utilizan como restaurante. En 1898 nuevamente fue fundada una estación agrícola en la isla y en 1912 tres empresarios comenzaron a desarrollar la isla como una zona de recreo con piscina.

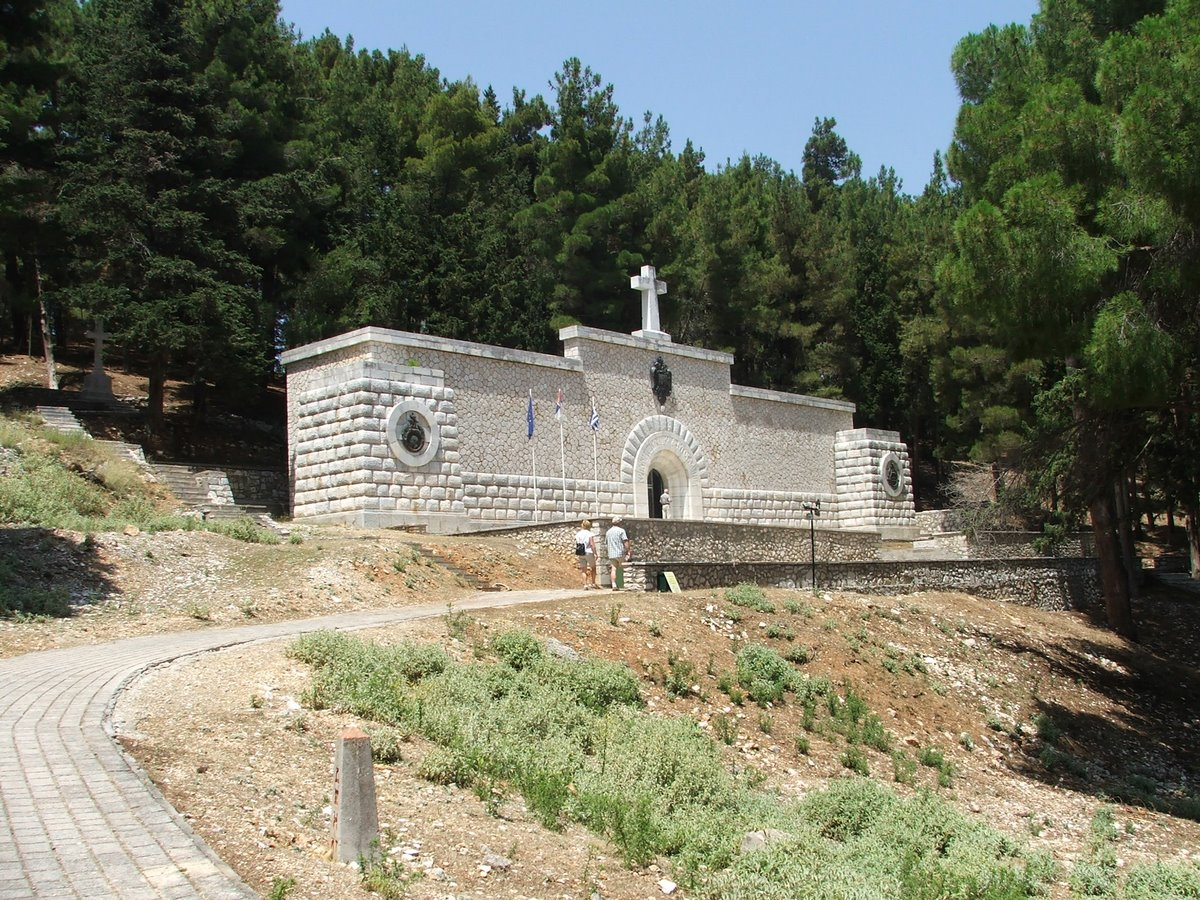
Mausoleo de serbios muertos en la 1ª Guerra Mundial en Vido

Durante la Primera Guerra Mundial, en diciembre de 1915, las fuerzas de la Triple Entente evacuaron a las tropas y el gobierno serbio a la isla de Corfú después de su retirada a través de Montenegro y Albania escapando del ejército austriaco y búlgaro. La isla de Vido se utilizará entonces para la cuarentena de soldados y civiles serbios enfermos de tifus que encontrarán refugio entre las ruinas de los fuertes ingleses. A pesar de los esfuerzos de los Aliados, las condiciones tanto de las instalaciones médicas improvisadas como de muchos de los pacientes la tasa de mortalidad será extremadamente alta entre los refugiados, de los 130.000 que llegaron a la isla solo sobrevivirán 30.000. Debido a la pequeña superficie existente y a los suelos rocosos será imposible enterrar a todas las víctimas allí y los cuerpos (atados con pesos para evitar que flotaran) de más de 5.000 personas serán lanzados a las aguas circundantes. En 1936 un mausoleo fue erigido como monumento para conmemorar a los serbios fallecidos allí y en agradecimiento a la nación griega. Este episodio de la historia de Vido se hizo famoso gracias al escritor serbio Milutin Bojić que escribió un poema titulado "Plava grobnica" (en español: "Cementerio Azul").
En 1918 una prisión se estableció en la isla y en 1929 comenzó la construcción de una nueva iglesia en las paredes de la antigua iglesia de San Esteban y que será destruida en 1944 de nuevo por las tropas alemanas.
Desde 1985 el municipio de Corfú es responsable de la isla. Además de la reconstrucción de la iglesia y el establecimiento de la infraestructura turística que suministran las dos playas de la isla, ahora la reforestada isla se ha convertido en una zona de recreo.